# Delias battana
Delias battana is een vlindersoort uit de familie van de Pieridae (witjes), onderfamilie Pierinae.
Delias battana werd in 1896 beschreven door Fruhstorfer.